# Valentino (filme)

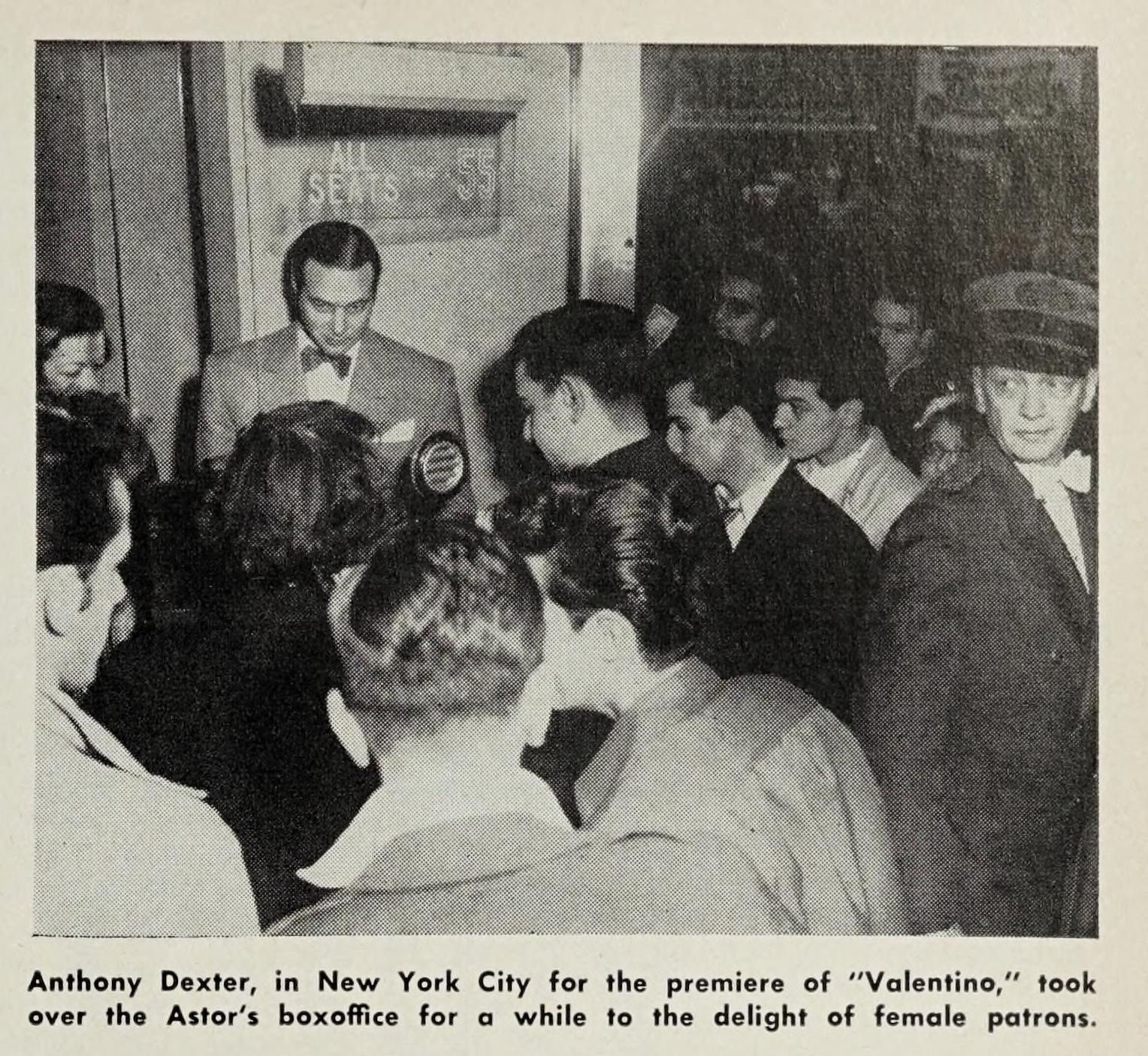
Anthony Dexter na premiere do filme.

Valentino (bra: Valentino ou Rodolfo Valentino) é um filme biográfico americano de 1951 dirigido por Lewis Allen e estrelado por Anthony Dexter e Eleanor Parker.

## Elenco
- Anthony Dexter como Rudolph Valentino
- Eleanor Parker como Joan Carlise, também conhecida como Sarah Gray
- Richard Carlson como Bill King
- Patricia Medina como Lila Reyes
- Joseph Calleia como Luigi Verducci
- Dona Drake como Maria Torres
- Lloyd Gough como Eddie Morgan
- Otto Kruger como Mark Towers
- Charles Coleman como Albert (sem créditos)
- Eric Wilton como Butler (sem créditos)

## Produção
Edward Small havia anunciado o projeto em 1938, com Jack Dunn sendo considerado pela primeira vez para interpretar o papel-título como uma continuação de sua estreia em O duque de West Point. No entanto, o filme foi atrasado por problemas com o script, ameaças legais, a guerra, problemas para fazer um filme com o personagem principal italiano e procurando o ator certo para interpretar o papel principal.

## Recepção
As resenhas eram em sua maioria ruins.
O filme foi um dos poucos fracassos de bilheteria de Edward Small. No entanto, foi bem na América do Sul, onde Anthony Dexter posteriormente saiu em uma turnê de dança.
Foi anunciado que Dexter apareceria em um remake de The Sheik (1921), cujos direitos Small havia comprado para exibir trechos daquele filme em Valentino. No entanto, ele fez apenas mais um filme para Small - The Brigand - então eles rescindiram o contrato por mútuo acordo.
Alice Terry processou os cineastas em US $ 750.000, reclamando que ela foi retratada no filme como tendo um caso de amor ilícito enquanto ainda era casada. O irmão e a irmã de Valentino abriram um processo de $ 500.000 contra os cineastas. Ambos os casos foram resolvidos fora do tribunal.